# Mingus (álbum de Joni Mitchell)
Mingus é o décimo álbum de estúdio da cantora e compositora canadense Joni Mitchell, em colaboração com Charles Mingus. Seu lançamento ocorreu em 13 de junho de 1979, por intermédio da Asylum Records.

## Lista de faixas
Todas as faixas escritas e compostas por Joni Mitchell, exceto onde escrito. 
| Lado A |                                  |                               |         |  |
| N.º    | Título                           | Compositor(es)                | Duração |  |
| 1.     | "Happy Birthday 1975"            | Mildred J. Hill               | 0:57    |  |
| 2.     | "God Must Be a Boogie Man"       |                               | 4:35    |  |
| 3.     | "Funeral"                        |                               | 1:07    |  |
| 4.     | "A Chair in the Sky"             | Joni Mitchell, Charles Mingus | 6:42    |  |
| 5.     | "The Wolf That Lives in Lindsey" |                               | 6:35    |  |

| Lado B |                                   |                  |         |  |
| N.º    | Título                            | Compositor(es)   | Duração |  |
| 1.     | "I's a Muggin"                    |                  | 0:07    |  |
| 2.     | "Sweet Sucker Dance"              | Mitchell, Mingus | 8:04    |  |
| 3.     | "Coin in the Pocket"              |                  | 0:11    |  |
| 4.     | "The Dry Cleaner from Des Moines" | Mitchell, Mingus | 3:21    |  |
| 5.     | "Lucky"                           |                  | 0:03    |  |
| 6.     | "Goodbye Pork Pie Hat"            | Mitchell, Mingus | 5:37    |  |